# Mostowskoje (okręg miejski Wierchniej Pyszmy)
Mostowskoje (ros. Мостовское) – wieś (sieło) w Rosji, w obwodzie swierdłowskim, w okręgu miejskim Wierchniej Pyszmy. W 2010 liczyła 364 mieszkańców.